# Spee (Adelsgeschlecht)

Stammwappen derer von Spee

Spee ist der Name eines alten rheinischen katholischen Adelsgeschlechts aus dem Erzbistum Köln.

## Geschichte
Als einer der ersten urkundlich gesicherten Angehörigen der Familie wurde Bruno Spede 1166 und 1177 als Ministerialer der Erzbischöfe von Köln erwähnt. Erst ab der zweiten Hälfte des 14. Jahrhunderts, mit Goedeart Spede van Langenvelt, auch schon Spee genannt, tritt der bis heute bekannte Hahn im Wappen des Geschlechts auf. Damit unterschieden sich die Herren von Spee von anderen rheinischen Adelsgeschlechtern gleichen Namens.
Die Familie gehörte zunächst zum regionalen Landadel am Niederrhein. Stammsitze waren Altenhof (bei Kaldenkirchen, seit 1356, verkauft 1833) und das Haus Langenfeld in Wachtendonk-Wankum (seit 1348, vererbt 1532 an Gaert von Erp genannt Warrenberg, später Teil des Krickenbecker Besitzes der Grafen Schaesberg). Im 14. und 15. Jahrhundert wurden vier Angehörige der Familie, als einem von wenigen rheinischen Adelsgeschlechtern, Ritter im Deutschen Orden in Livland.
Bis in das 17. Jahrhundert hinein existierten die Linien Aldenhof (Altenhof), Langenfeld sowie Haus Velde und Pöhlland. Alle heute lebenden Familienmitglieder stammen aus der Linie Aldenhof.
Das Geschlecht hat bedeutende Angehörige hervorgebracht: Friedrich Spee von Langenfeld (1591–1635), Professor für Theologie und Schriftsteller, trat als einer der ersten gegen Hexenwahn und Folter auf. Franz von Spee (1781–1839) diente als hoher Beamter in Düsseldorf nacheinander der bayerischen, französischen und preußischen Regierung. Maximilian Graf von Spee (1861–1914), kaiserlicher Vizeadmiral und Geschwaderchef des deutschen Flottenverbandes in den Seegefechten bei Coronel und bei den Falklandinseln, fiel bei letzterem an Bord seines Flaggschiffes, der Scharnhorst. Auch seine beiden Söhne fanden in diesem Kampf als Leutnants zur See auf der Nürnberg bzw. der Gneisenau den Tod.

### Fideikommiss Heltorf
1662 erbte Friedrich Christian Freiherr von Spee von seinem Schwiegervater Johann Bertram von Scheid genannt Weschpfennig das Schloss Heltorf in Düsseldorf-Angermund. 1672 ernannte ihn Herzog Philipp Wilhelm von Jülich-Berg zum Kriegskommissar der gesamten Bergischen Miliz. Im Laufe der Zeit konnte der Grundbesitz stetig erweitert werden, der Heltorfer Zweig erwarb bis 1945 mindestens 7000 ha. Die Herren von Spee erhielten hohe Ämter in den Landesverwaltungen und an den Höfen der rheinischen Fürsten. Sie wurden 1739 in den Reichsgrafenstand erhoben. Durch Einheirat in die Familie der Grafen von Hillesheim fiel deren Gesamtbesitz, darunter Schloss Ahrenthal am Mittelrhein, beim Aussterben (1785 bzw. 1807), an die Grafen von Spee. Die Grafen Spee gehören der 1837 gegründeten Rheinischen Ritterschaft an.
Derzeit ist Wilhelm Graf von Spee (* 1963) Chef auf Heltorf. Er folgte als ältester Sohn seinem Vater Maximilian Graf von Spee (1928–2009). Zum Hauptsitz Heltorf in Düsseldorf gehören u. a. die ehemaligen Rittergüter Kesselsberg (seit 1802) und Remberg (seit 1856) in Duisburg-Huckingen, das Forstgut Gervershagen in Marienheide (seit 1870) und im Sauerland das Schloss Alme mit Haus Tinne und Haus Bruch sowie Haus Almerfeld in Brilon (alle seit 1912). Das Haus Böckum in Duisburg-Huckingen war seit 1856 im Familienbesitz und wurde 2012 an einen Investor verkauft. Der ehemalige Familienfideikommiss der Heltorfer Linie, gebündelt in der Gräflich von Spee’schen Zentralverwaltung, wird mit Fabriken, einer Ziegelei, Kiesgruben, Wohnungsbau- und Finanzgesellschaften auf mindestens eine Milliarde Euro geschätzt.

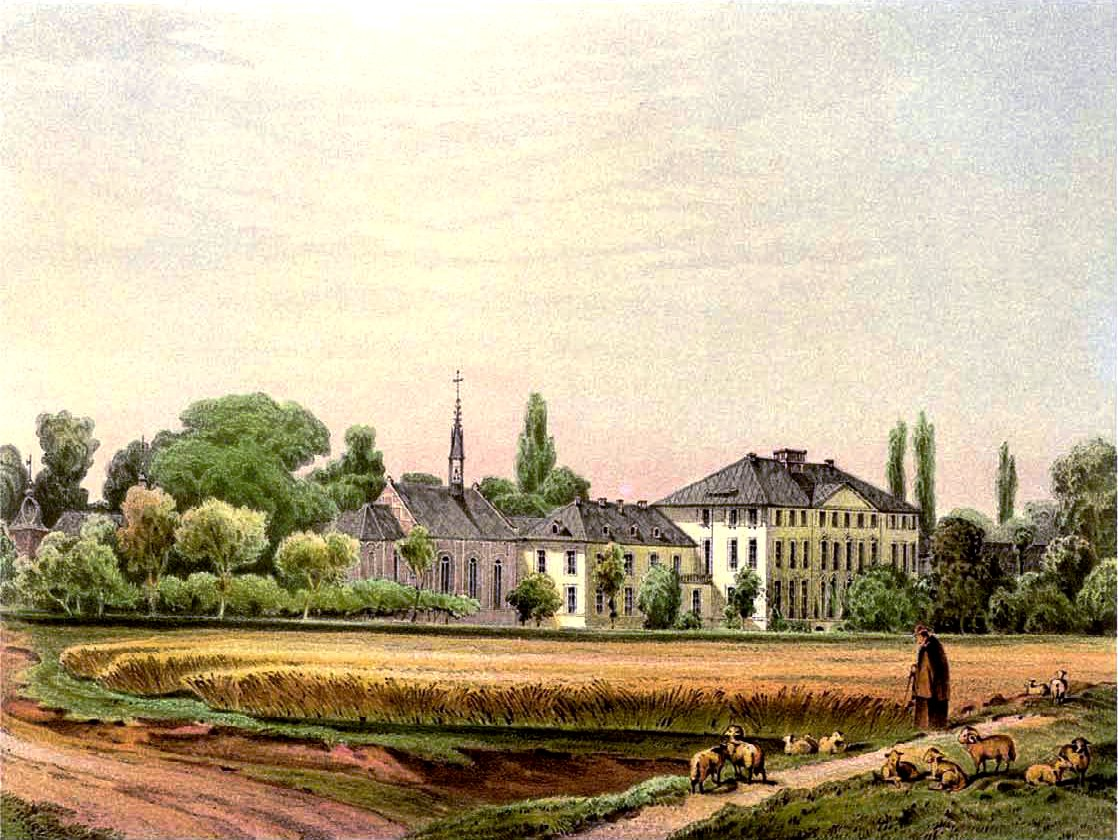
Schloss Heltorf seit 1662 in der Familie
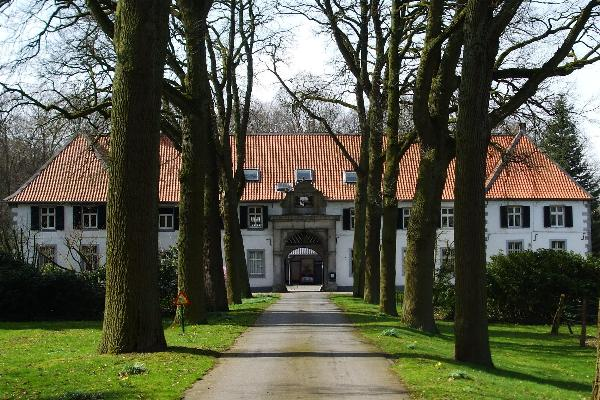
Altenhof bei Kaldenkirchen, 1356 bis 1833 in der Familie
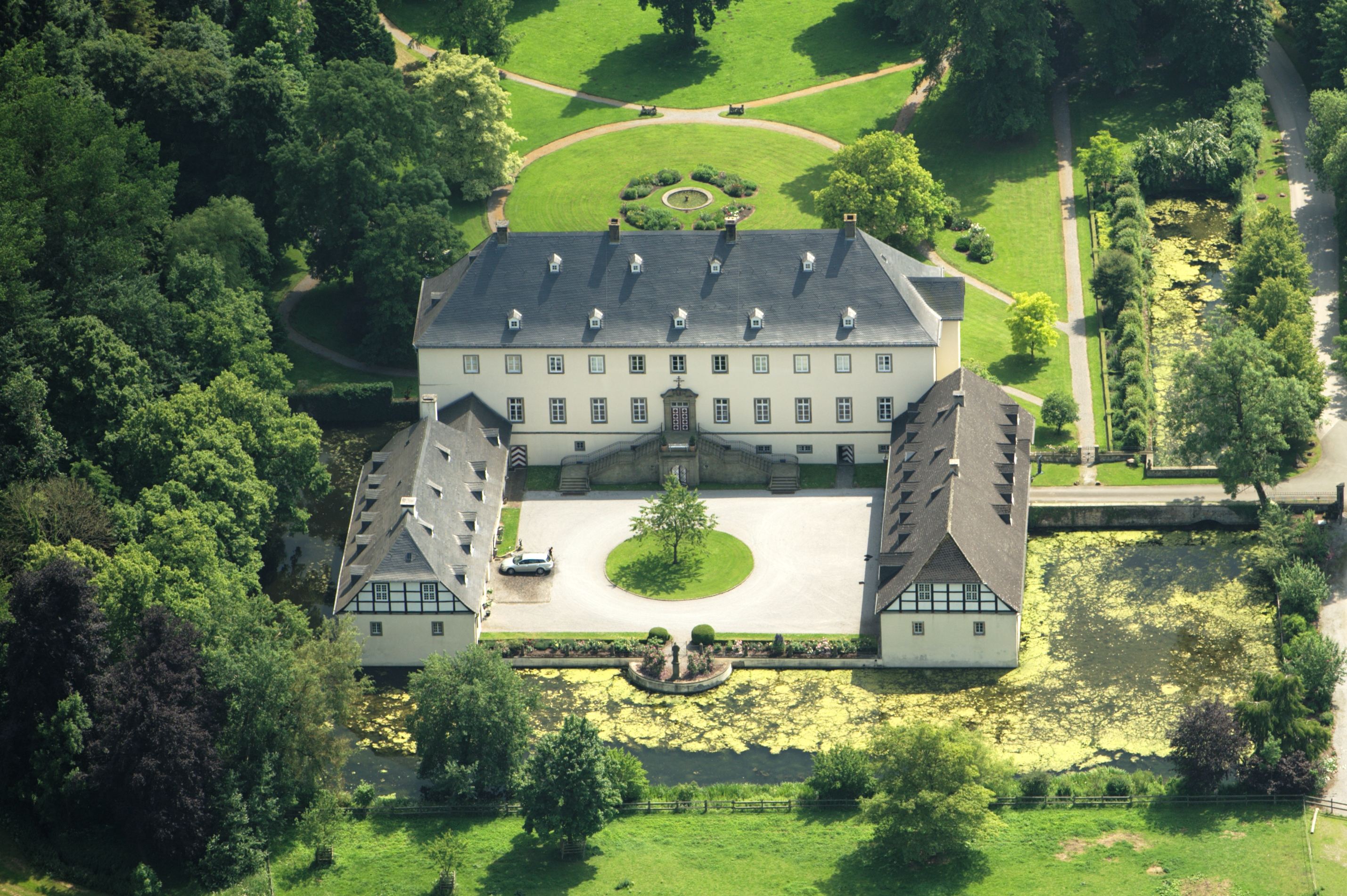
Schloss Alme
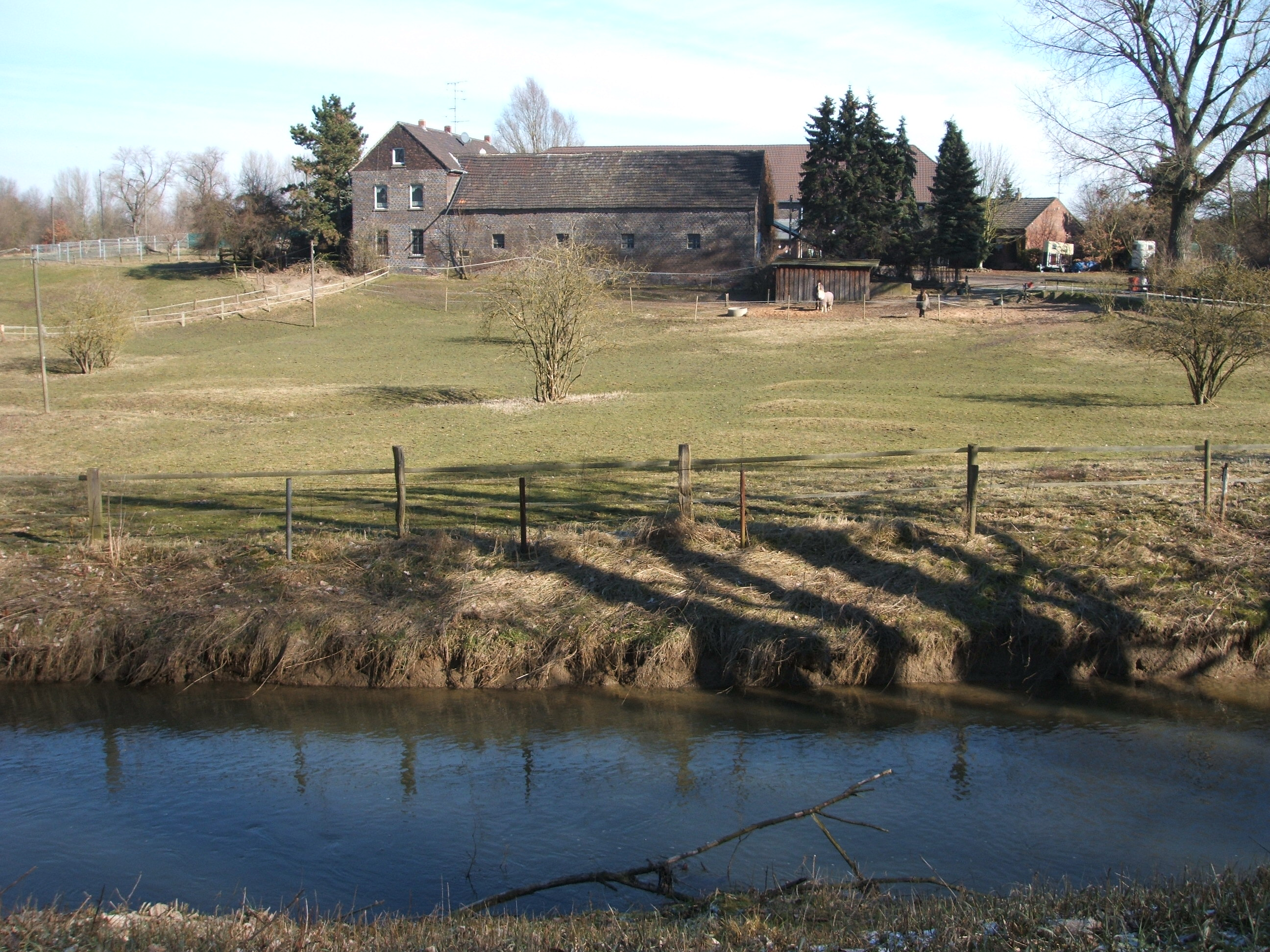
Gut Kesselsberg
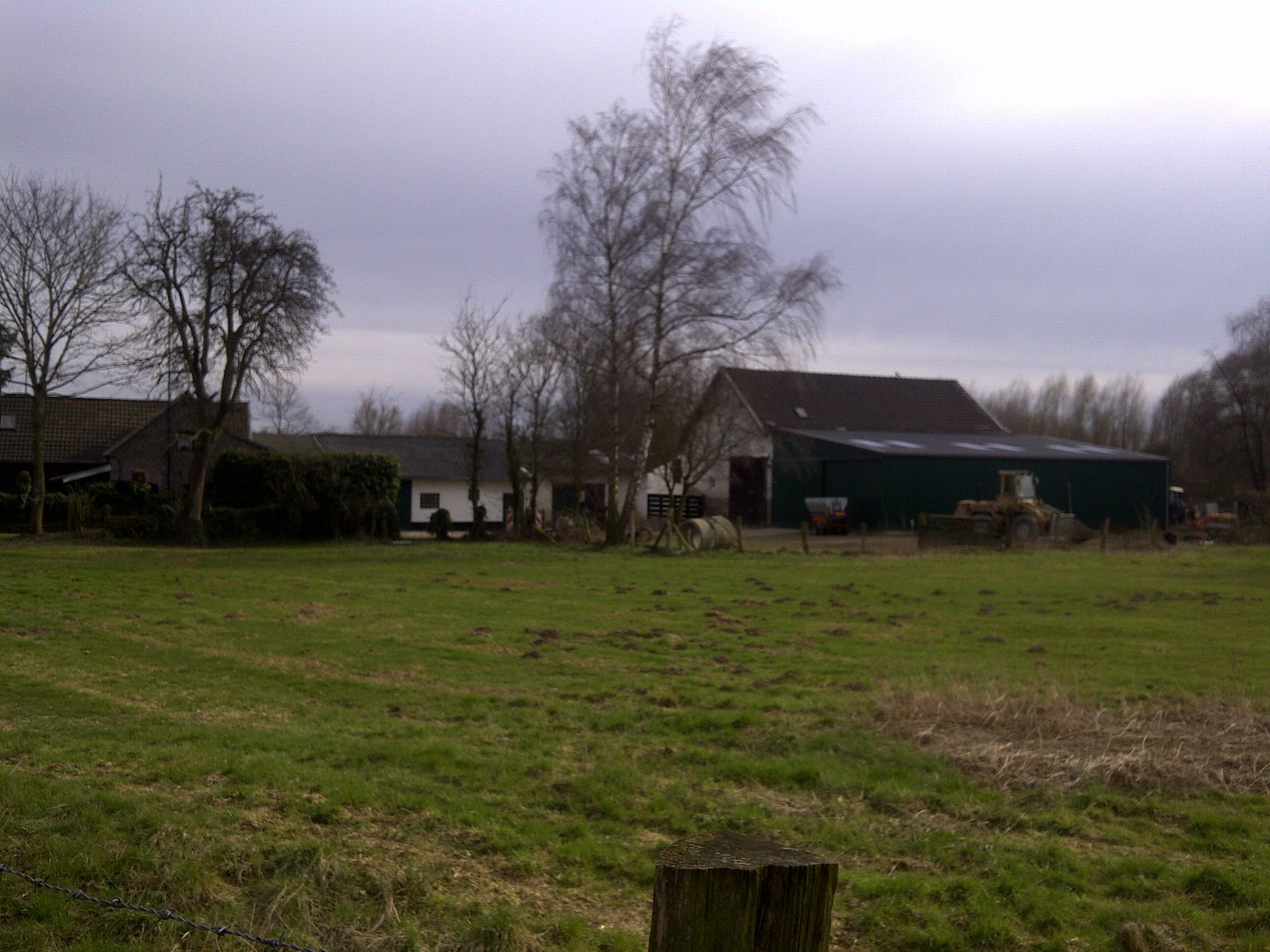
Haus Remberg
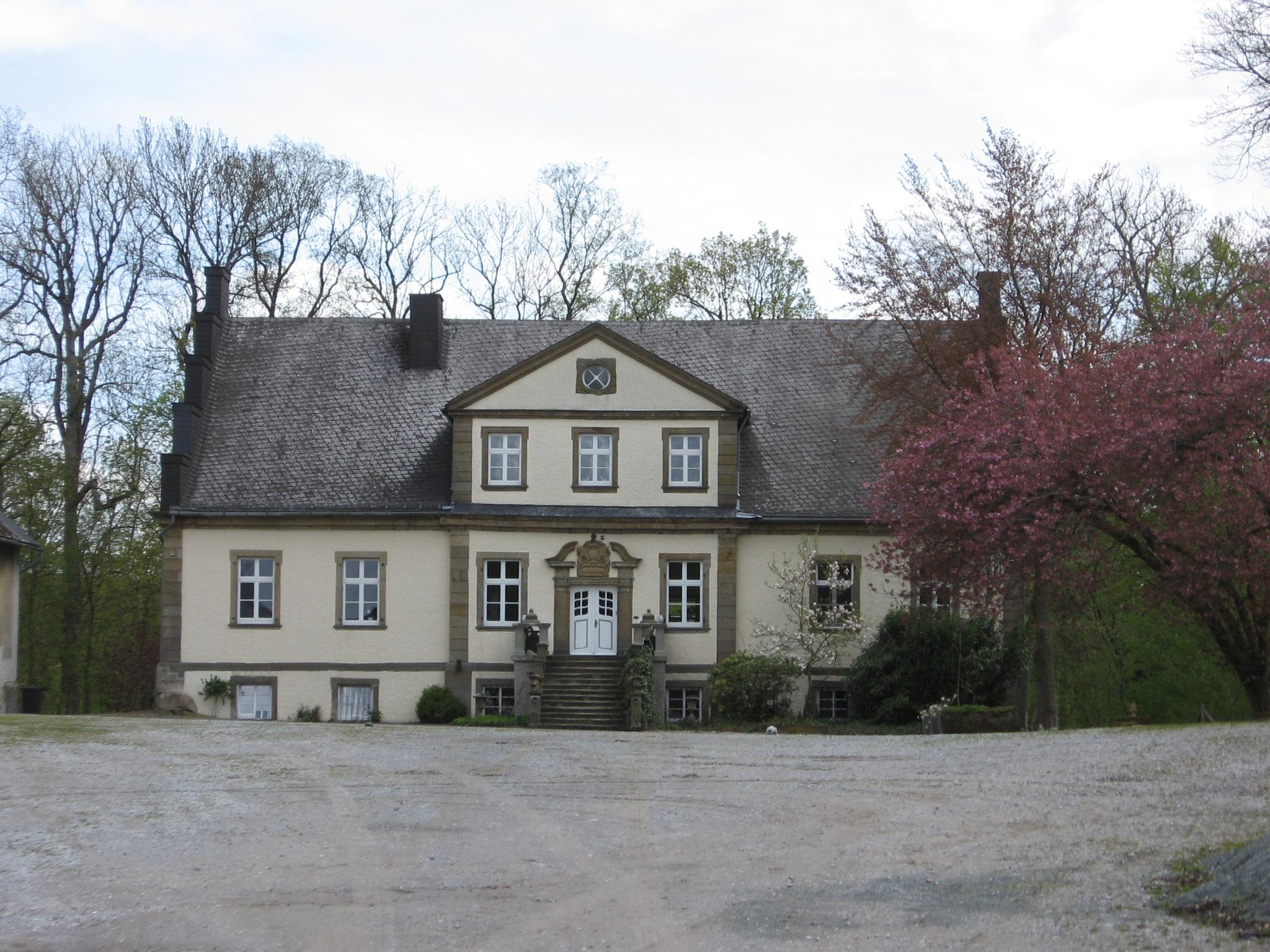
Haus Tinne
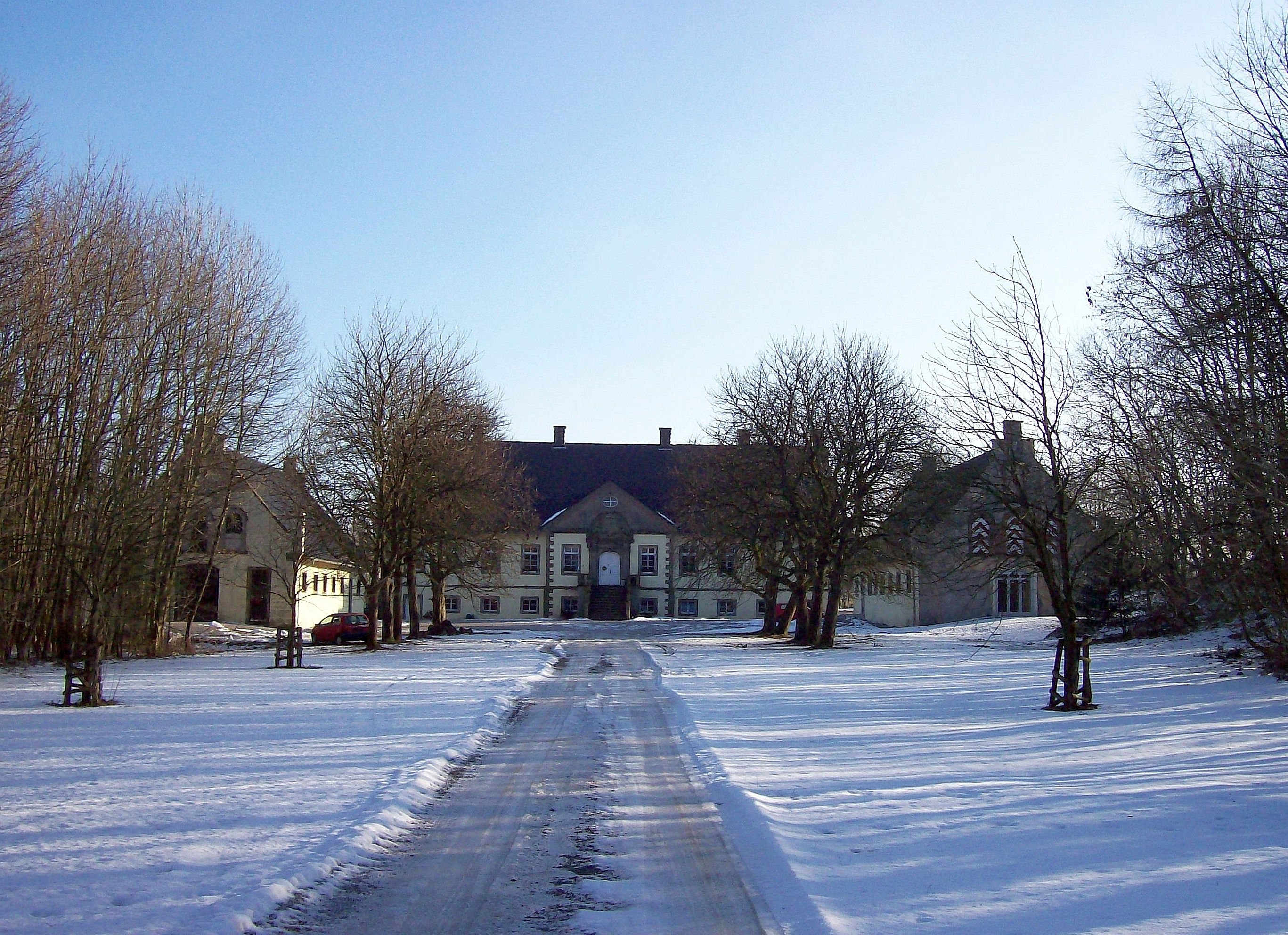
Haus Almerfeld

### Andere Besitzungen
Weitere Familienzweige leben unter anderem auf Haus Fürth in Korschenbroich, auf Schloss Ahrenthal in Sinzig (seit 1804), auf Schloss Linnep in Ratingen (von 1855 bis 2008, seither von Ketteler), auf Burg Untermaubach in Kreuzau-Untermaubach (seit 1874), auf Gut Ihorst (seit 1882), auf Schloss Ahausen in Finnentrop (seit 1958) und auf Haus Alsbach (seit 1967).

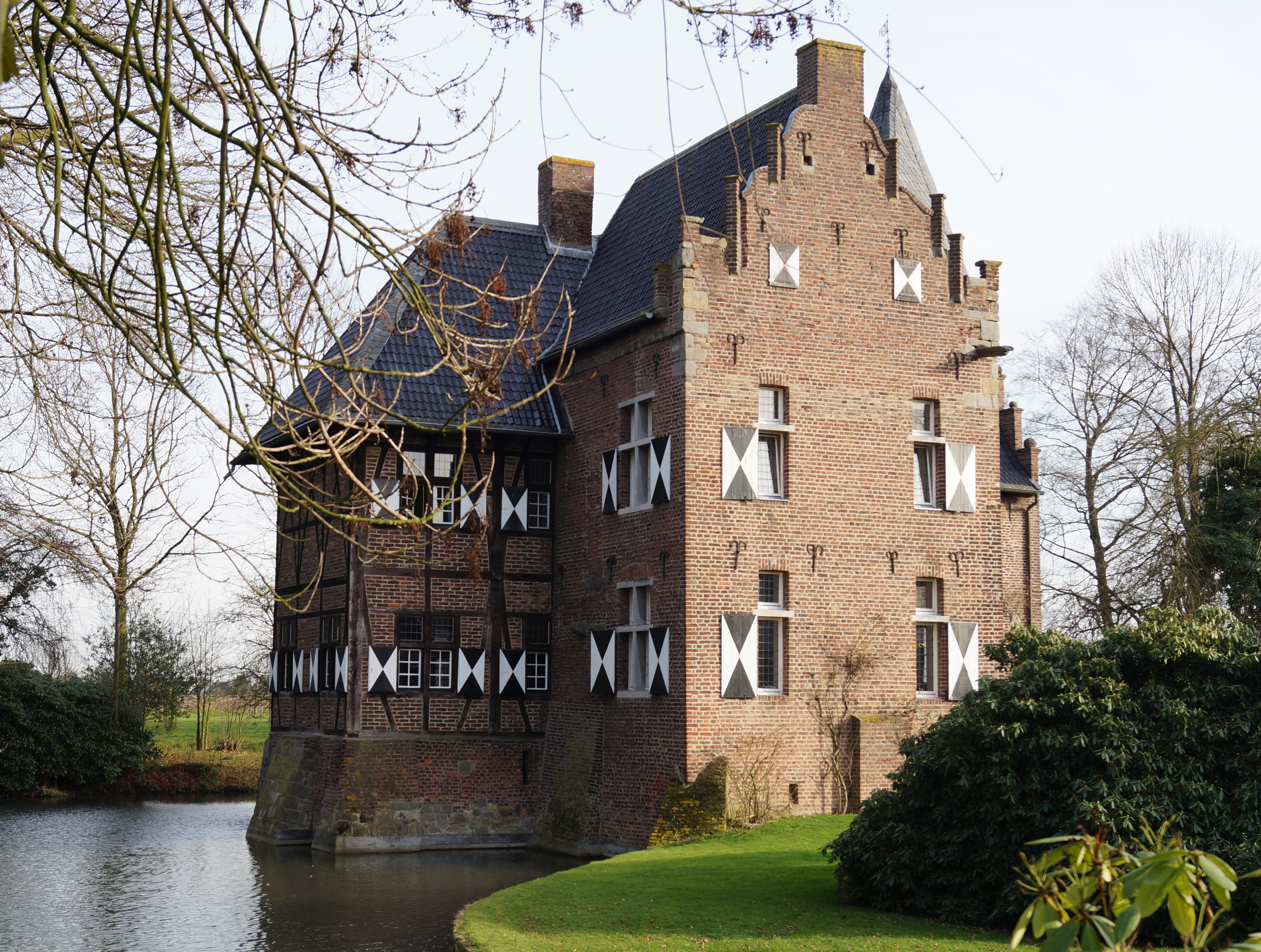
Haus Fürth am Niederrhein
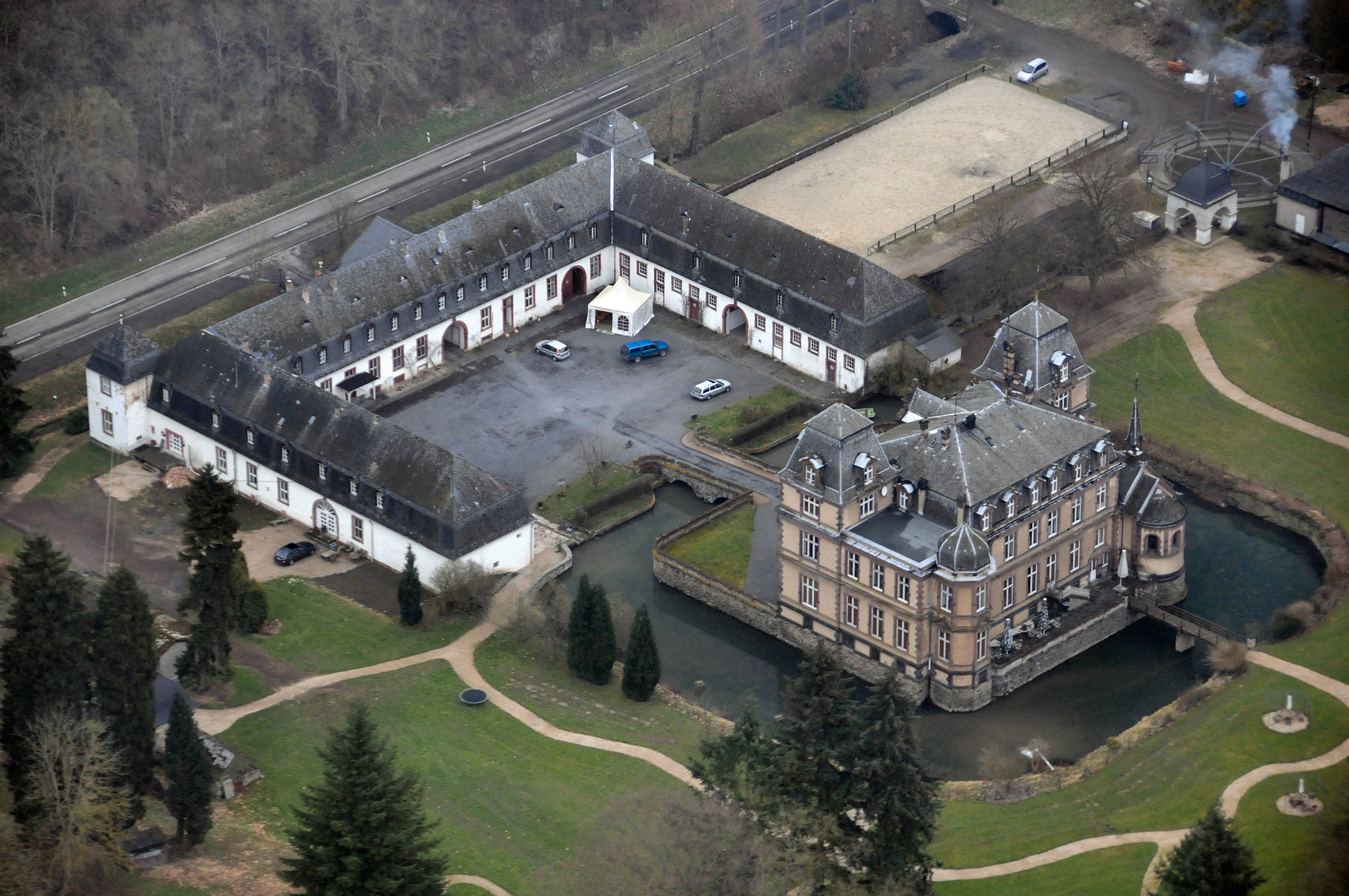
Schloss Ahrenthal am Mittelrhein
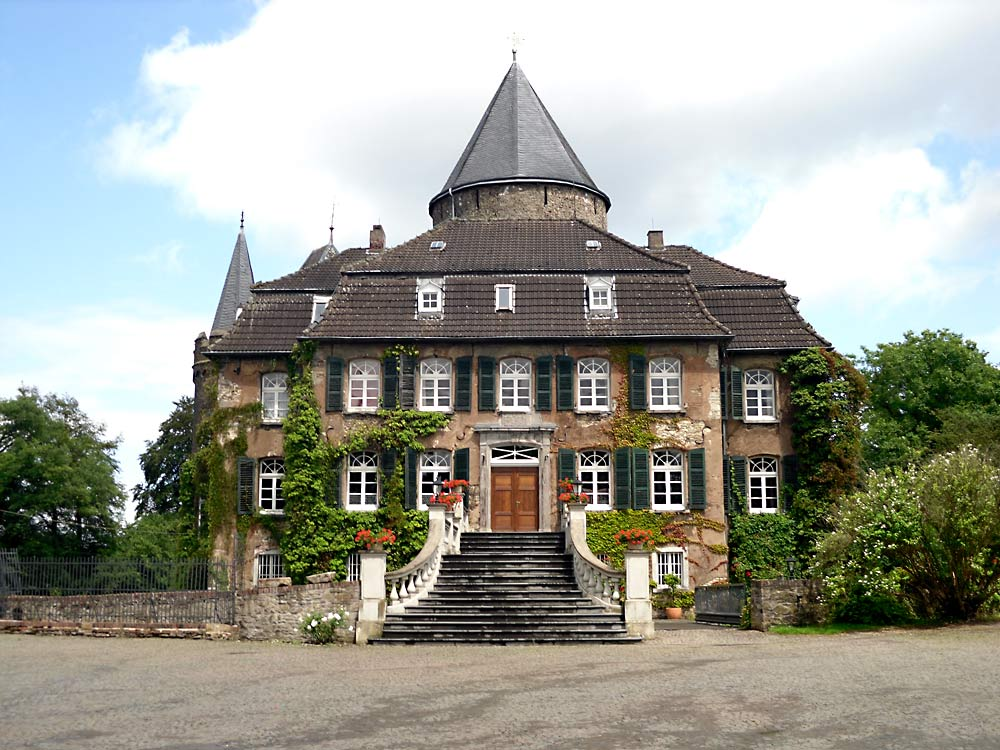
Schloss Linnep, Ratingen
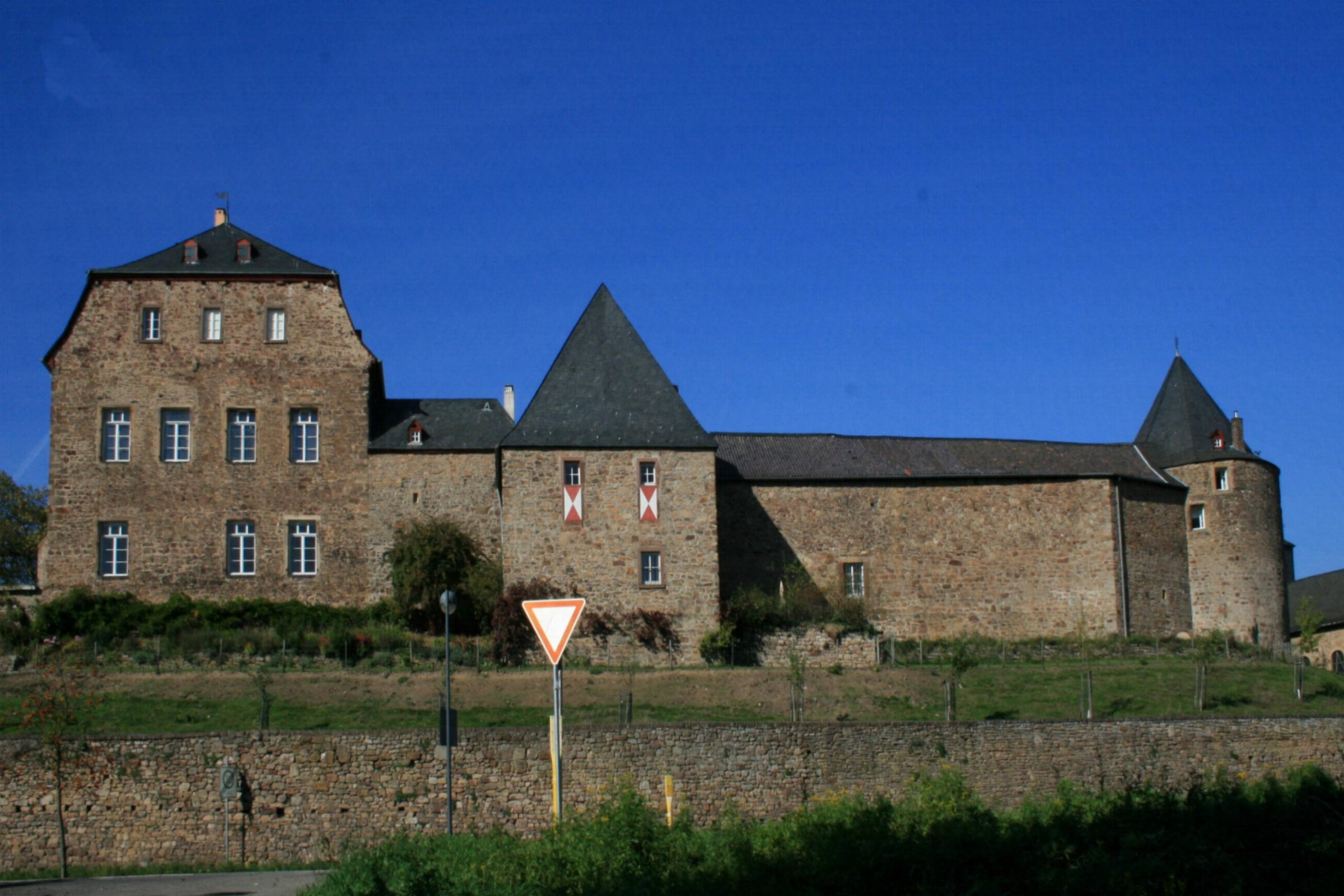
Burg Untermaubach in der Rureifel
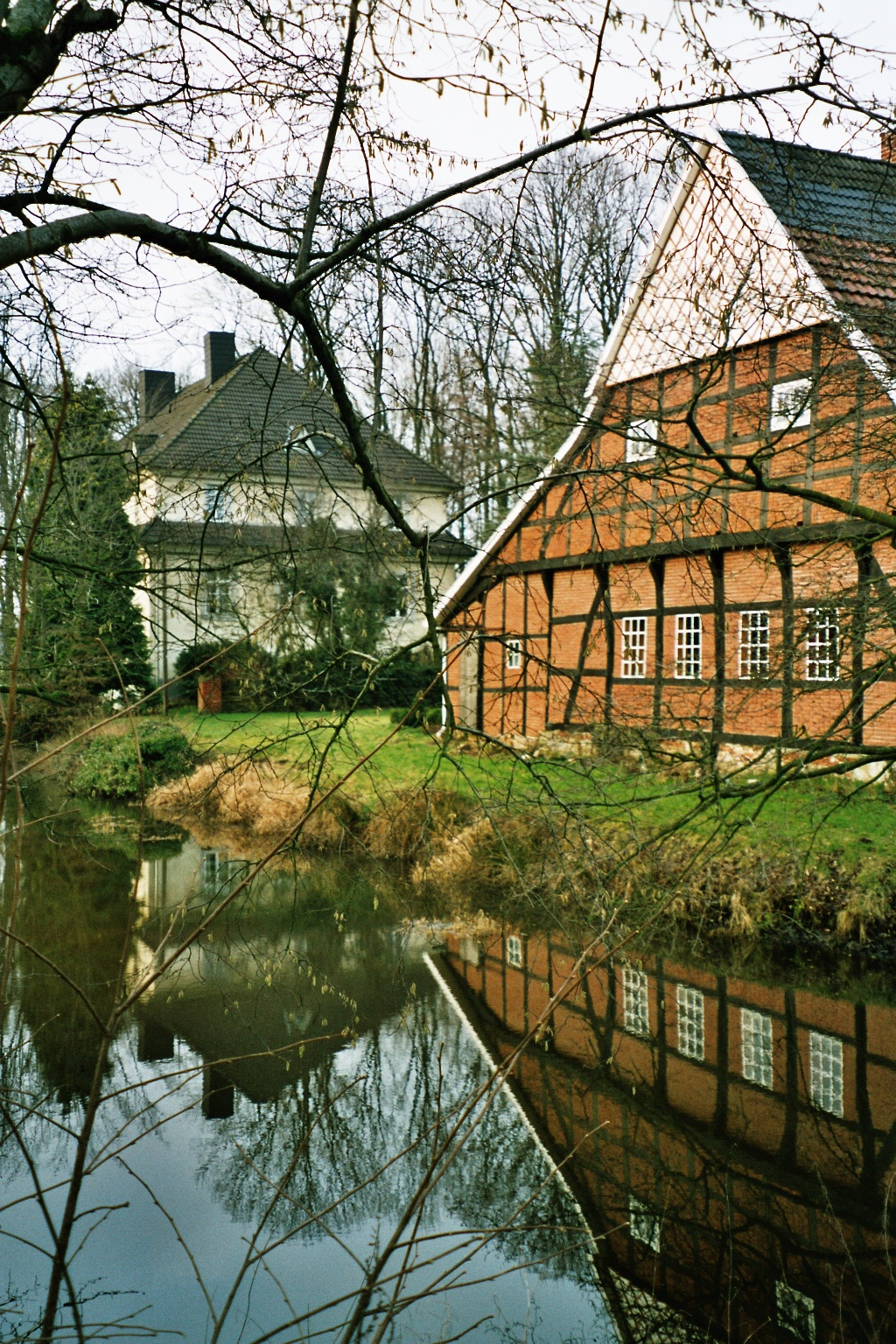
Gut Ihorst, Kreis Vechta, Niedersachsen
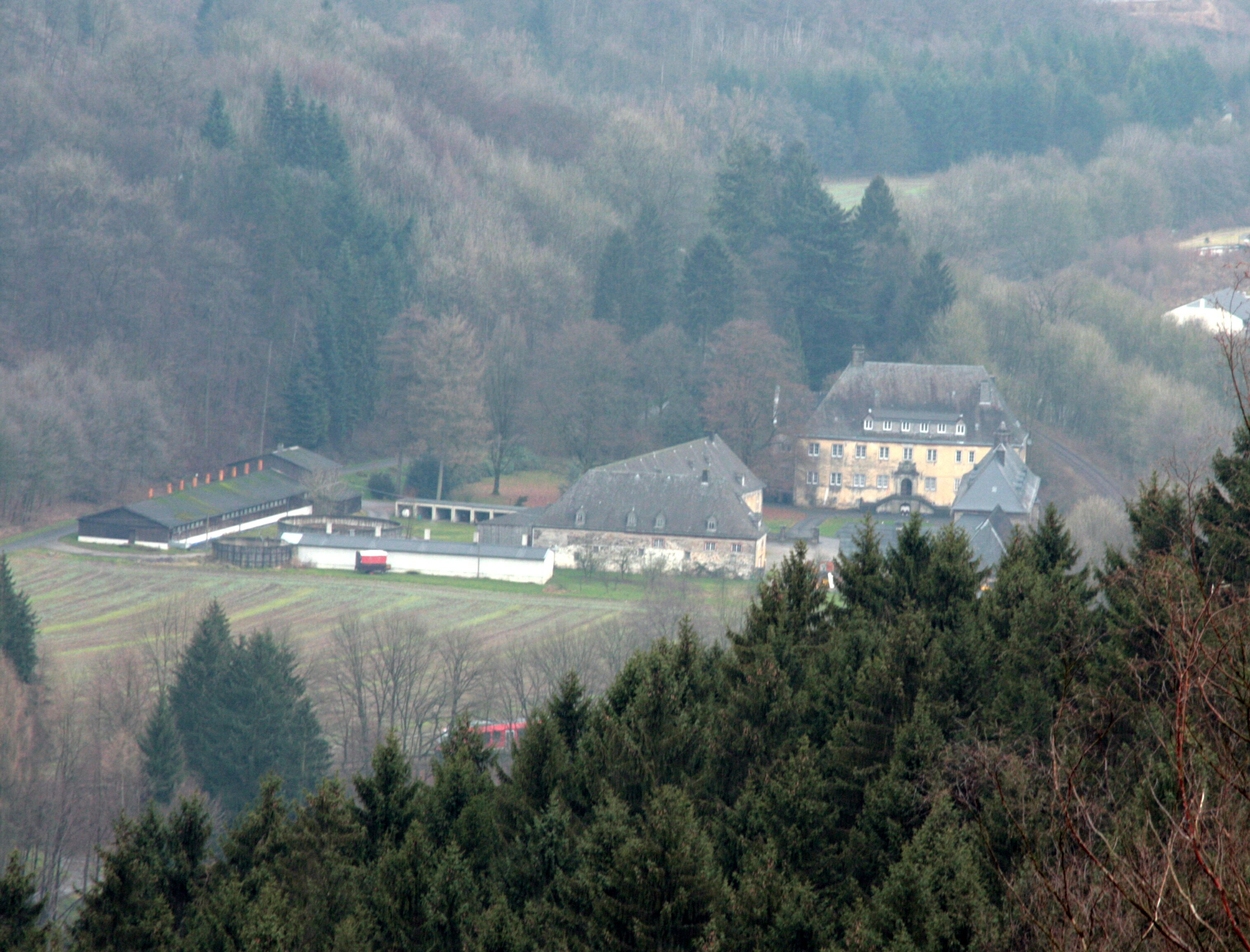
Schloss Ahausen, Sauerland
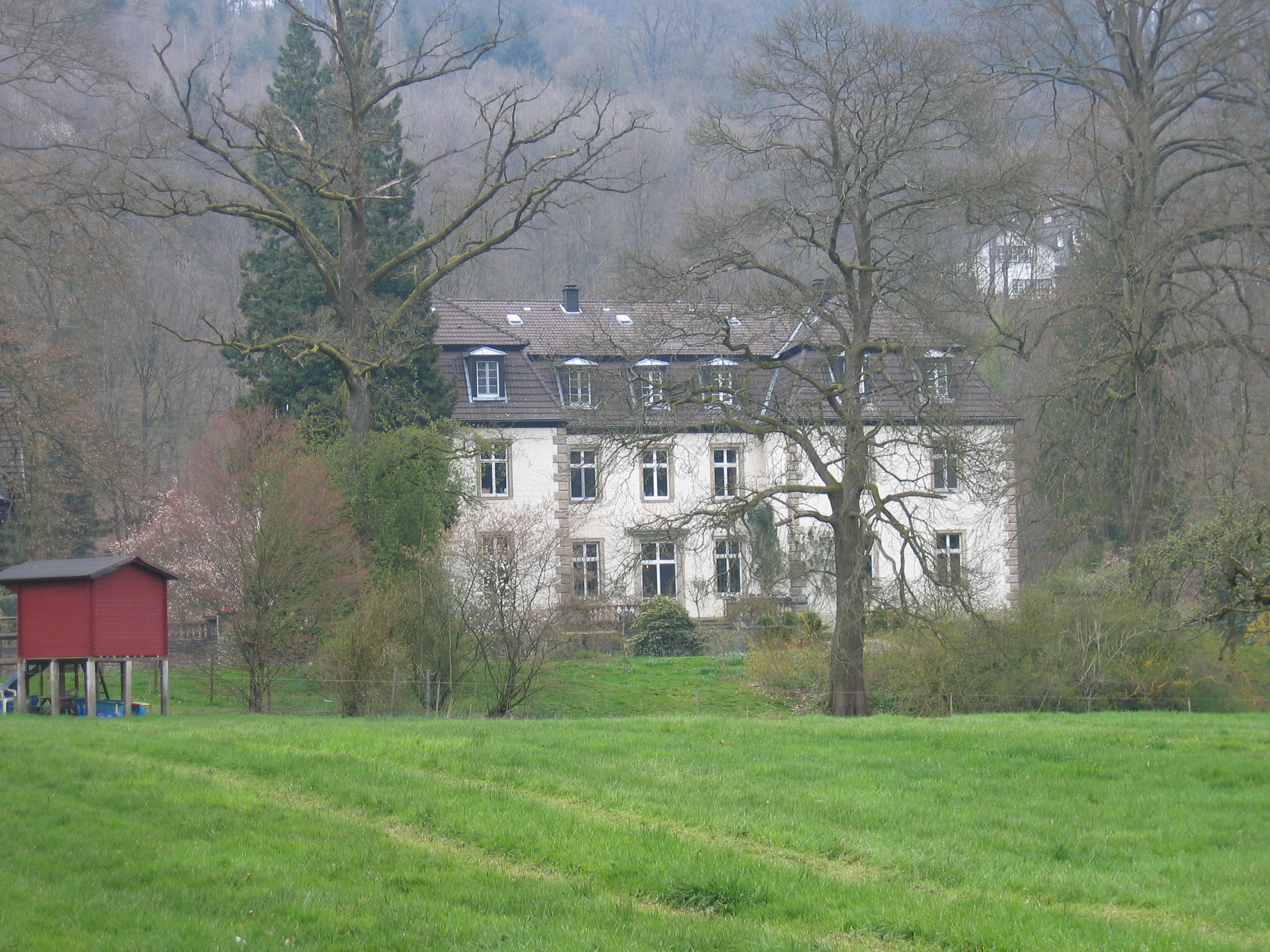
Haus Alsbach, Bergisches Land

## Wappen
Das Stammwappen zeigt in Silber einen gold gekrönten, roten Hahn. Auf dem Helm ist der gekrönte Hahn wachsend mit ausgebreiteten Flügeln dargestellt, jeder mit dem Schild belegt. Die Helmdecke ist rot-silbern.
Der rote Hahn (Speevogel) im silbernen Felde ist ein redendes Wappenzeichen.

## Namensträger
- Friedrich Spee von Langenfeld (1591–1635), deutscher Jesuit und Kirchengelehrter, formulierte 1631 unter dem Eindruck der Hexenprozesse den Rechtsgrundsatz in dubio pro reo in seiner Denkschrift Cautio Criminalis.
- Anna Katharina Spee von Langenfeld, geb. Nürnberg (1591–1631), deutsche Weingutbesitzerin in Bruchhausen (Landkreis Neuwied). 1631 wegen Verdachts der Hexerei verhaftet, gefoltert und hingerichtet.
- Degenhard Bertram von Spee (1681–1736), Freiherr, kurpfälzischer Generalleutnant
- Ambrosius Franziskus von Spee (1730–1791), erster Graf der Familie, kurpfälzischer Geheimrat und Kammerherr
- Carl-Wilhelm von Spee (1758–1810), kurkölnischer Geheimrat, pfalz-bayerischer Kammerherr
- Franz Graf von Spee (1781–1839), Landrat des Kreises Düsseldorf und Besitzer zahlreicher Rittergüter.
- Franz Graf von Spee (1841–1921), Rittergutsbesitzer und Abgeordneter
- August Graf von Spee (1813–1882), deutscher Hofbeamter, Rittergutsbesitzer und Ritterschaftsfunktionär
- Leopold Graf von Spee (1818–1882), deutscher Geistlicher und Reichstagsabgeordneter
- Rudolf Graf von Spee, Hochschullehrer in Kiel
- Wilderich Graf von Spee (1830–1890) ein deutscher Verwaltungsjurist und Landrat des Kreises Düsseldorf.
- Ferdinand Graf von Spee (1855–1937), deutscher Anatom und Embryologe, siehe Spee-Kurve, Enkel des Franz von Spee
- Leopold Graf von Spee (1858–1920), preußischer Landrat des Kreises Rees
- Maximilian Graf von Spee (1861–1914), Vizeadmiral der deutschen Kaiserlichen Kriegsmarine vor und während des Ersten Weltkrieges. Nach ihm wurden mehrere deutsche Kriegsschiffe benannt:
  - ein Großer Kreuzer (Schlachtkreuzer, Stapellauf 1917), siehe Graf Spee (Schiff, 1917)
  - ein Panzerschiff im Zweiten Weltkrieg (1934–1939), siehe Admiral Graf Spee
  - eine Fregatte der Bundesmarine (1959–1967), siehe Graf Spee (Schiff, 1939)
- Heribert Ferdinand Oktavian von Spee (1863–1939), Generalmajor, Sohn des August von Spee
- Stephan Graf von Spee (1866–1956), Landrat im Kreis Borken
- Josef Graf von Spee (1876–1941), Landrat im Kreis Schleiden
- Friedrich von Spee (1882–1959), Landrat des Restkreises Merzig-Wadern
- Hermann-Joseph Graf von Spee (1918–2014), Forstdirektor sowie Ehren- und Devotionsritter des Malteserordens, Sohn des Stephan Graf von Spee (1866–1956)
- Maximilian Graf von Spee (1925–2008), Manager in der Schifffahrt und Logistik
- Degenhard Wilderich Graf von Spee-Mirbach (1926–2013), deutscher Politiker (CDU), 1975–1986 Bürgermeister von Korschenbroich
- Stephan Graf von Spee (* 1944), deutsches Mitglied der Malteser

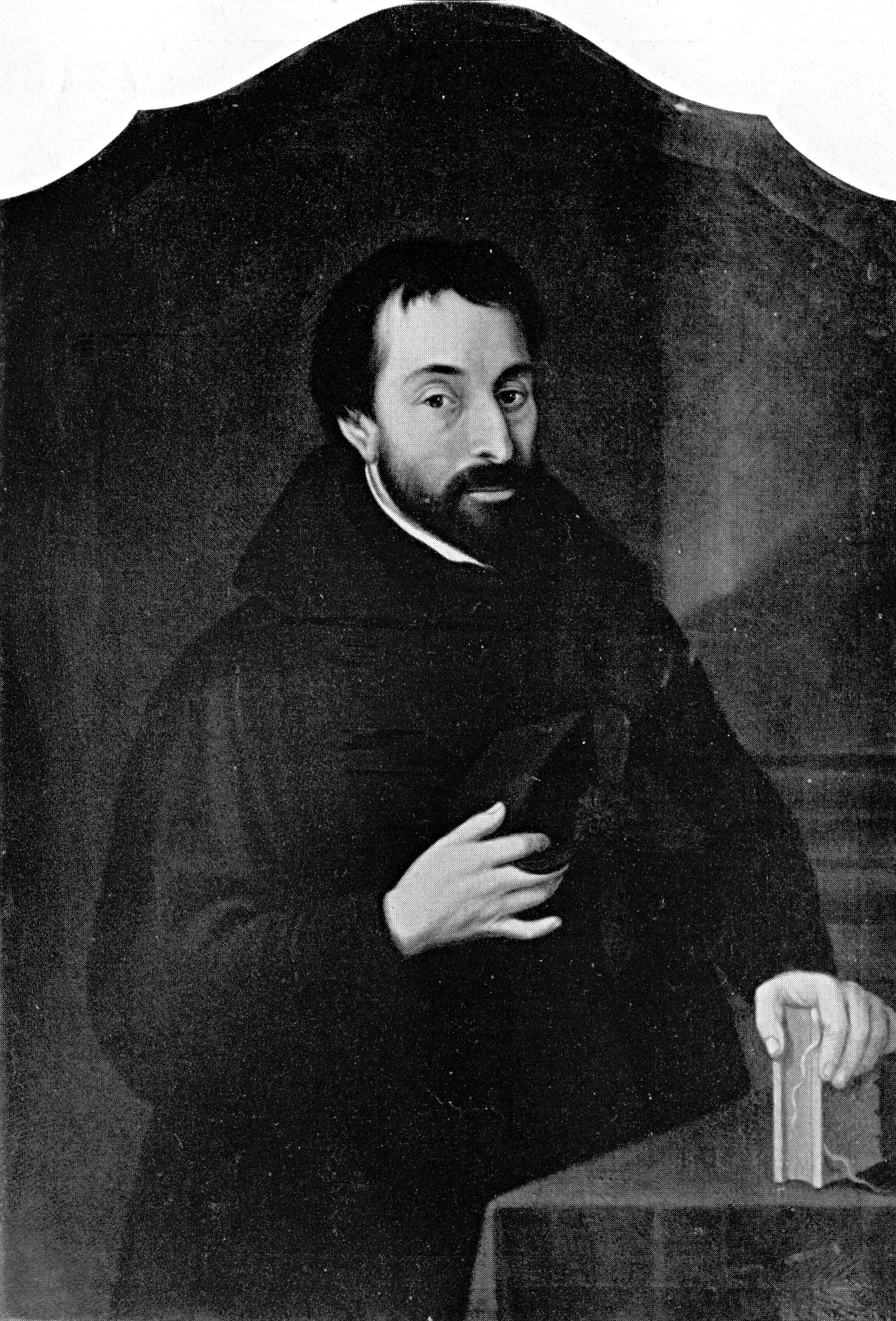
Friedrich Spee (* 1591; † 1635)
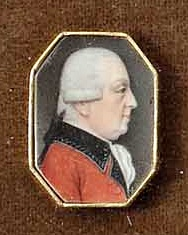
Ambrosius Franziskus von Spee (* 1730; † 1791)
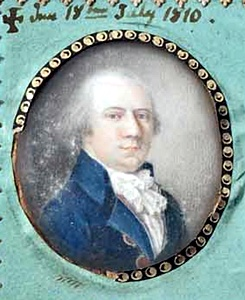
Carl-Wilhelm von Spee (* 1758; † 1810)
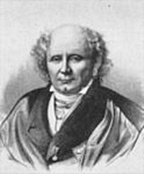
Franz von Spee (* 1781; † 1839)
Maximilian von Spee (* 1841; † 1914)

## Literatur

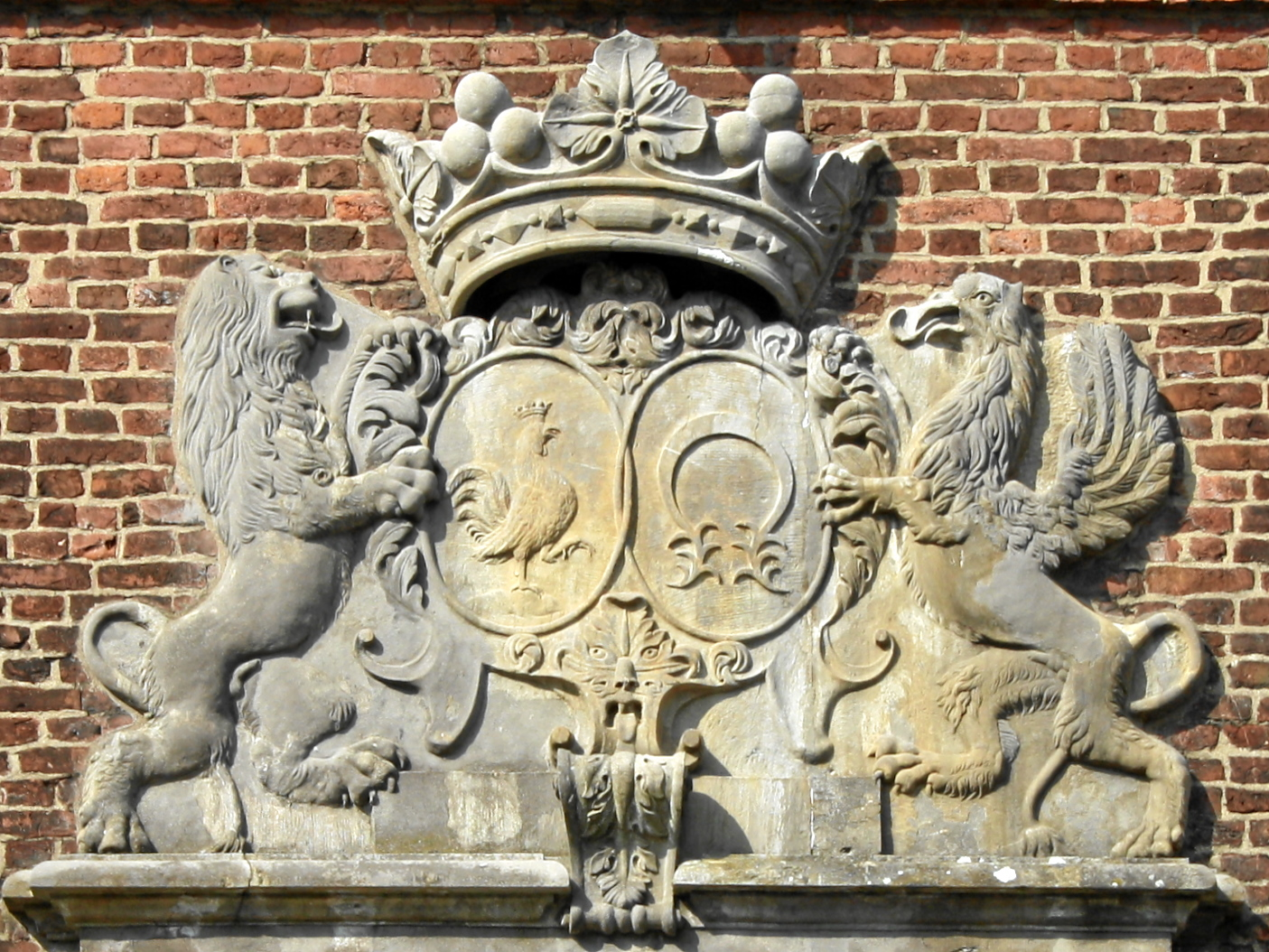
Allianz-Wappen derer von Spee und von Loë am Schloss Heltorf